# 重铬酸铵
重鉻酸銨是一種橘色的晶體，分子式為(NH4)2Cr2O7，可用于印染、茜素合成、铬明矾制造、石油精制，製造鞣革、香料、照像药品、烟火、陶瓷等。
重铬酸铵加热至150 °C可爆炸分解为三氧化二铬、氮气和水，该反应常被戏称为“火山爆发”，用于演示化学反应：
{\displaystyle {\rm {(NH_{4})_{2}Cr_{2}O_{7}\ {\overset {\Delta }{\longrightarrow }}\ Cr_{2}O_{3}+N_{2}\uparrow +4H_{2}O}}}

## 安全
重鉻酸銨具有很強的毒性以及是可疑的致癌物質，另外亦有強烈的刺激性。